# Blaison-Gohier
Blaison-Gohier korábbi község Franciaország Loire mente régiójában, Maine-et-Loire megyében. 2016. január 1-jén Saint-Sulpice községgel egyesült és Blaison-Saint-Sulpice új község része lett.
Lakosainak száma 1073 fő (2018. január 1.).

## Népesség
A település népességének változása:
| Lakosok száma | 772  | 690  | 658  | 863  | 951  | 1062 | 1045 | 1271 | 1056 | 1073 |
|               | 1962 | 1968 | 1975 | 1990 | 1999 | 2008 | 2013 | 2016 | 2017 | 2018 |